# Jan Jongebreur
Jan Jongebreur (IJsselmonde, 3 januari 1904 – Den Haag, 27 januari 1942) was een Nederlands verzetsstrijder in de Tweede Wereldoorlog.
Jongebreur werkte tot het begin van de oorlog in de havens van Rotterdam en Schiedam als dokknecht en schilder. Tijdens de oorlog trad hij toe tot de Luchtbescherming in Schiedam. Hij droeg bij aan de verspreiding van illegaal drukwerk, zamelde geld in voor families in financiële nood en verzamelde inlichtingen voor het verzet. Er bestaan tegenstrijdige verklaringen of Jongebreur sympathiseerde met het communisme. Wel kan met zekerheid gesteld worden dat hij deel uitmaakte van een verzetsgroep van wie de andere leden communisten waren en de krant De Waarheid verspreidde. Na Jongebreurs dood is een aanvraag gedaan bij het CPN om Jongebreur op te nemen in een nooit voltooid gedenkboek.   
Jongebreur werd op 14 januari 1942 in de vroege ochtend thuis door de Sicherheitsdienst gearresteerd en overgebracht naar het Oranjehotel. Twee weken later, op 27 januari 1942, werd Jongebreur dood in zijn cel aangetroffen. De schouwarts die in opdracht van de bezetter werkte verklaarde dat de doodsoorzaak zelfmoord door verhanging was. Verzetslieden die met Jongebreur samen hadden gewerkt en gelijktijdig in het Oranjehotel gevangen zaten, de begrafenisondernemer die het stoffelijk overschot had gezien en Jongebreurs weduwe hebben verklaard dat hij naar alle waarschijnlijkheid om het leven is gebracht als gevolg van zeer gewelddadig verhoor. Definitief uitsluitsel over Jongebreurs doodsoorzaak is niet beschikbaar.  
Jongebreurs stoffelijk overschot is op 31 januari 1942 begraven op de Algemene Begraafplaats van Schiedam. Op 2 januari 1956  is Jongebreur herbegraven in vak III van de Eregraven op de begraafplaats "Beukenhof" te Schiedam. Op 23 juli 2025 werd een Stolperstein geplaatst voor de laatste woning van Jongebreur. 